# 한국형 수송기

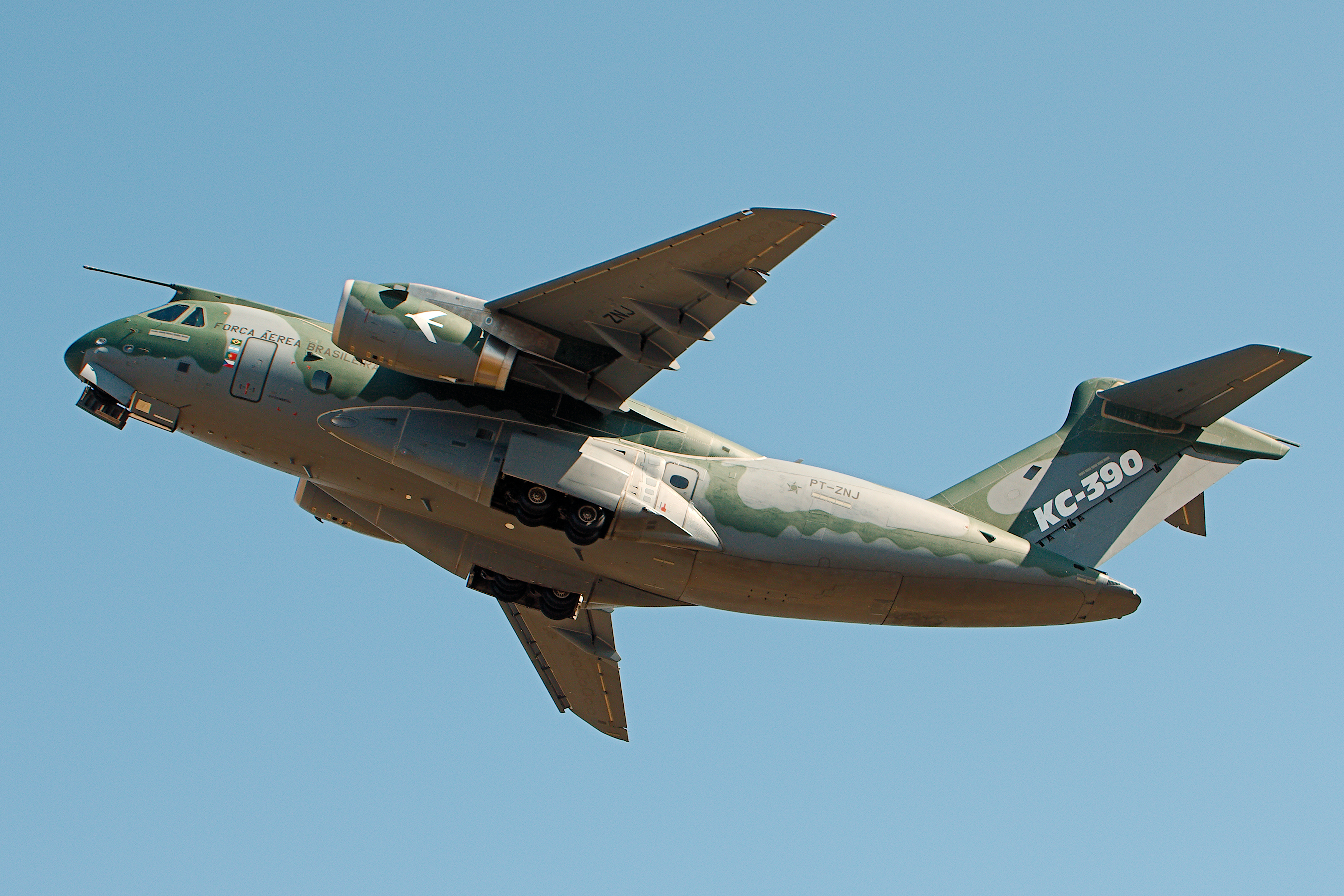
엠브라에르 C-390

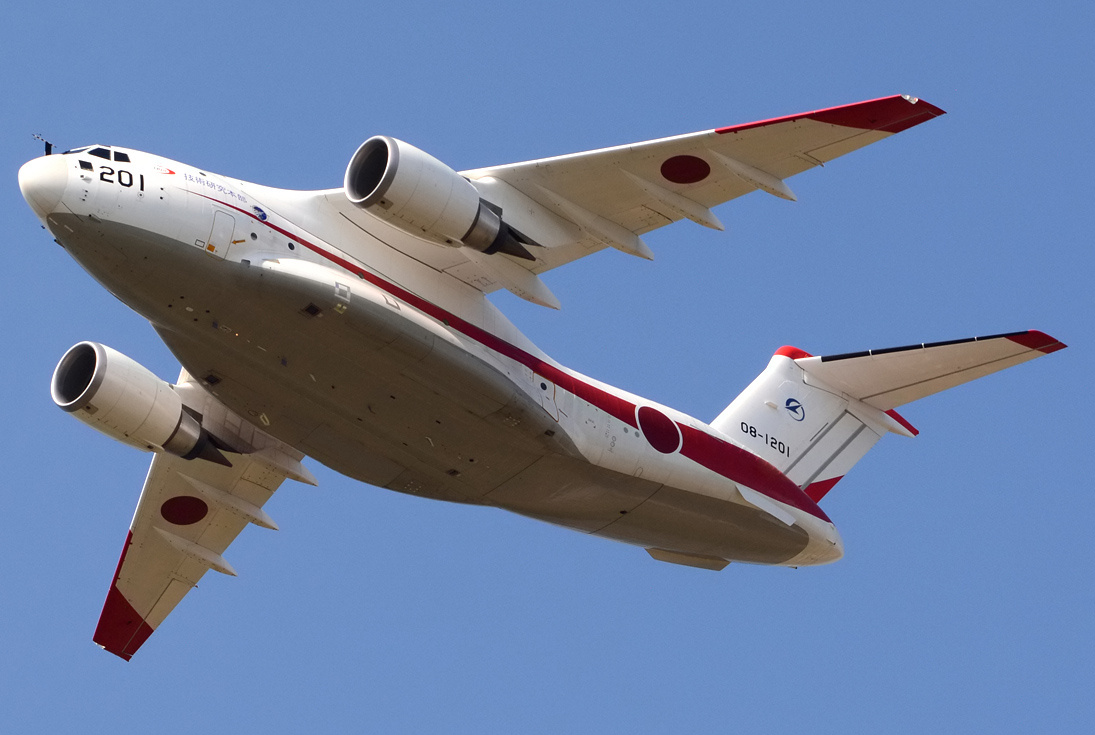
가와사키 C-2

한국형 수송기는 KAI가 제안한 국산 수송기 개발 사업이다.

## 역사
2020년 11월 8일, KAI는 최근 '국산 수송기 개발사업 추진안'을 마련하고 독자 개발 검토에 나섰다. KAI 측은 공군이 운용 중인 중형·대형 수송기 교체 및 추가 수요, 공중급유기와 해상초계기 등 '특수목적기'의 소요 현황을 감안, 국내에서 100여 대의 수송기 수요가 있을 것으로 분석한 것으로 전해졌다.
KAI는 수송기와 특수목적기 개발 이후 이를 민항기로 개조하는 방안도 검토 중인 것으로 알려졌다. 수송기의 개발기간은 KF-X 전투기 개발 기간 보다 짧은 7~8년, 투입 예산은 3~4조원 가량으로 추산된다. 일본의 경우 수송기 개발에 약 15년이 걸렸고, 중국도 해외협력을 통해 10년에 걸쳐 수송기 개발에 성공했다.
KAI가 개발할 수송기는 엠브라에르 C-390(브라질 엠브리어), 가와사키 C-2(일본 가와사키)처럼 C-130보다 우수한 기종을 목표로 한다. 외형 또한 이들 기종과 유사하다.
2021년 5월 11일, 공군회관에서 공군과 공군발전협회가 함께 '에어로스페이스 컨퍼런스 2021'을 개최했다. 컴퓨터 그래픽 동영상으로 구현된 카이의 국산 군용수송기는 일본이 독자 개발한 가와사키 C-2 수송기와 흡사했다.

## KFX 후속사업
KAI는 KFX 전투기를 개발하기 위해 많은 개발인력을 채용했다. KAI는 석박사 고급 인력이 2천명이 넘는다. KFX 양산은 2026년부터 본격화된다. 양산이 본격화되면 많은 개발인력이 불필요해진다. 이 개발인력을 유지하기 위해 수송기 개발이 필요하다고 주장한다. 일본의 경우 미쓰비시 F-2 전투기를 개발한 후 가와사키 C-2 수송기와 가와사키 P-1 해상초계기를 국내 개발하면서 고정익기 개발인력과 생산시설을 유지했다.

## 수송능력
독일과 프랑스는 미국 C-130와 동급인 C-160을 독자 개발하여 사용해 왔으나 적재하중이 16톤에 불과하여 이를 적재하중 37톤인 에어버스 A400M으로 교체중이다.
20톤급 적재량의 C-130은 A129 망구스타(공격 헬리콥터)의 해외전개가 가능하며 37톤급 A-400M은 K-21 장갑차 1개 분대 수송이 가능하다. 77톤급 C-17은 전차수송이 가능하다.
KAI는 가상도에서 한국형 수송기에서 장갑차 1대를 낙하산 투하하는 모습을 공개하였다.

## 대형수송기 2차 사업
방위사업청은 2022년부터 2026년까지 4844억원을 투자하는 대형수송기 2차 사업의 후보 기종으로 록히드마틴사 C-130J, 에어버스 A400M, 브라질 엠브라에르 C-390 등을 제시했다.

## UAE
2023년 1월 15일, 윤석열 대통령이 UAE에 국빈 방문했다. 김성한 대통령실 국가안보실장은 “지금까지 14차례 정도 상호 방문이 있었지만 UAE 국빈 방문은 1980년 수교 이래 처음”이라고 말했다.
한국항공우주산업(KAI)은 UAE와 다목적 수송기를 공동 개발하기로 했다.
한-UAE 우주협력 양해각서는 개정을 통해 협력 분야에 우주탐사, 위성항법, 지구관측, 우주환경 보호 등을 추가했다. UAE가 화성 탐사에서 얻는 정보를 양국이 교환해 공동 연구할 예정이다. 한국이 UAE에 비해 상대적으로 강한 인공위성, 발사체(로켓) 분야 역량을 상호 활용할 방안도 추진한다. 양국이 부족한 역량을 상호 보완하겠다는 것이다.

## 비교
- C-130, 최대이륙중량 70.3톤, 프로펠러 엔진 4개
- C-130J, 최대이륙중량 79.3톤, 프로펠러 엔진 4개
- P-3 오라이온, 최대이륙중량 63.4톤, 프로펠러 엔진 4개
- 가와사키 C-2, 최대이륙중량 120.1톤, 제트 엔진 2개
- 가와사키 P-1, 최대이륙중량 79.7톤, 제트 엔진 4개
- 엠브라에르 C-390, 최대이륙중량 87톤, 제트 엔진 2개
- 에어버스 A400M 아틀라스, 최대이륙중량 141톤, 프로펠러 엔진 4개
- 보잉 P-8 포세이돈, 최대이륙중량 85.8톤, 제트 엔진 2개
- 한국형 수송기, 최대이륙중량 ??톤, 제트 엔진 2개